# قصیده پیروزی

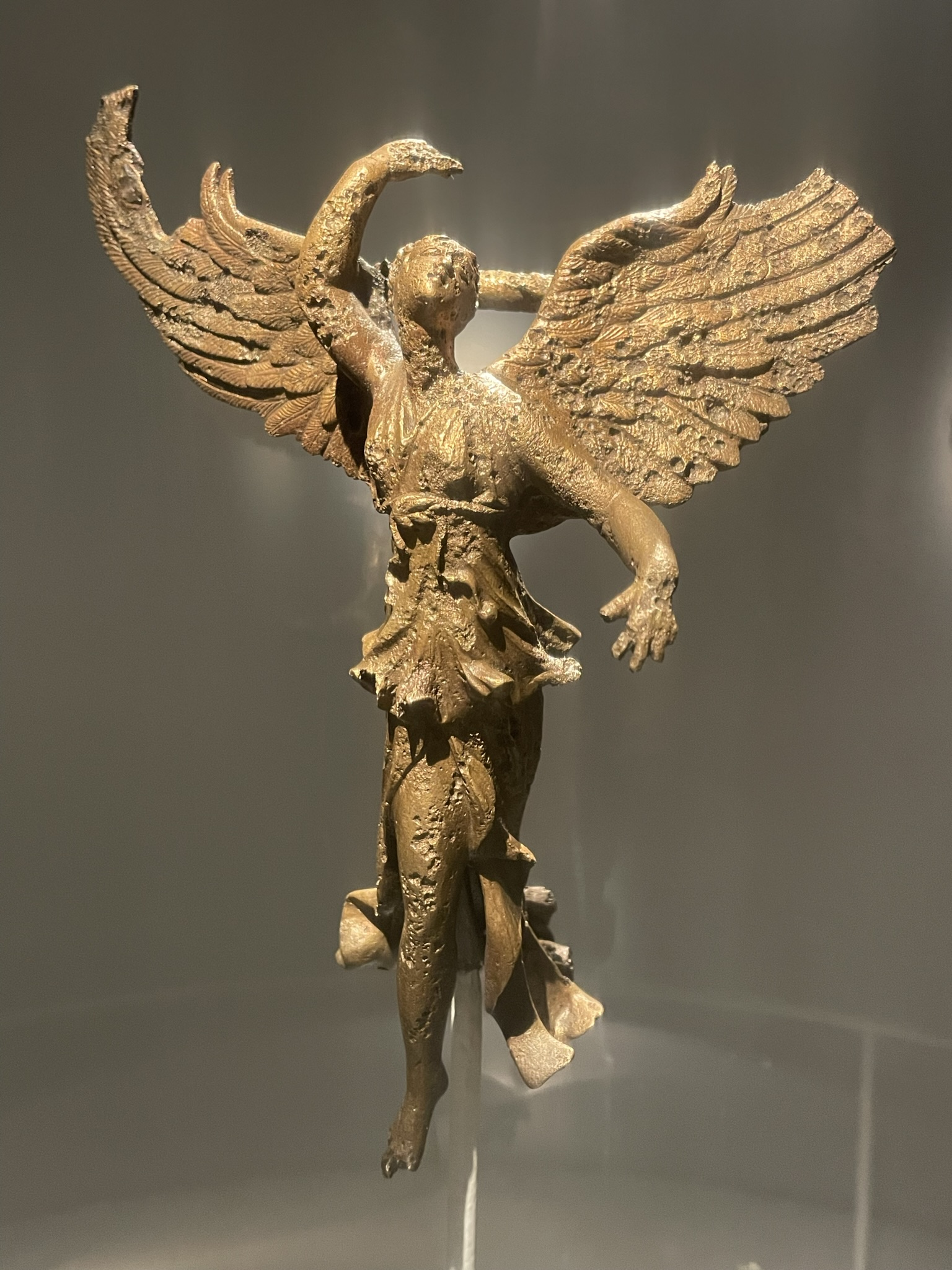
مجسمه نماد قصیده پیروزی

قصیده پیروزی یا اپینیکیون (ἐπινίκιον) در یونان باستان، اپینیکیون اغلب به شکل یک غزل کرال بود که برای جشن یک پیروزی ورزشی در بازی‌های پانهلنیک و گاهی به افتخار پیروزی در جنگ سفارش می‌شد و اجرا می‌شد. شاعران اصلی این ژانر عبارتند از: سیمونیدس، باکیلیدس، و پیندار.